# جينيفيف بيل
جينيفيف بيل هي عالمة إنثربولوجيا (علم الإنسان) مشهورة بأعمالها في نقطة الالتقاء بين الممارسات الثقافية وتطوُّر التكنولوجيا. بيل حالياً تعمل كبرفيسورة في الجامعة الوطنية الأسترالية وهي أيضاً زميل بارز في شركة إنتل، حيث كانت رسمياً نائب الرئيس القائدة لمجموعة الإستشعار المؤسسي والرؤى للشركة. لديها منشورات واسعة وتمتلك 13 براءة اختراع.